# Česká kolonie (Chust)

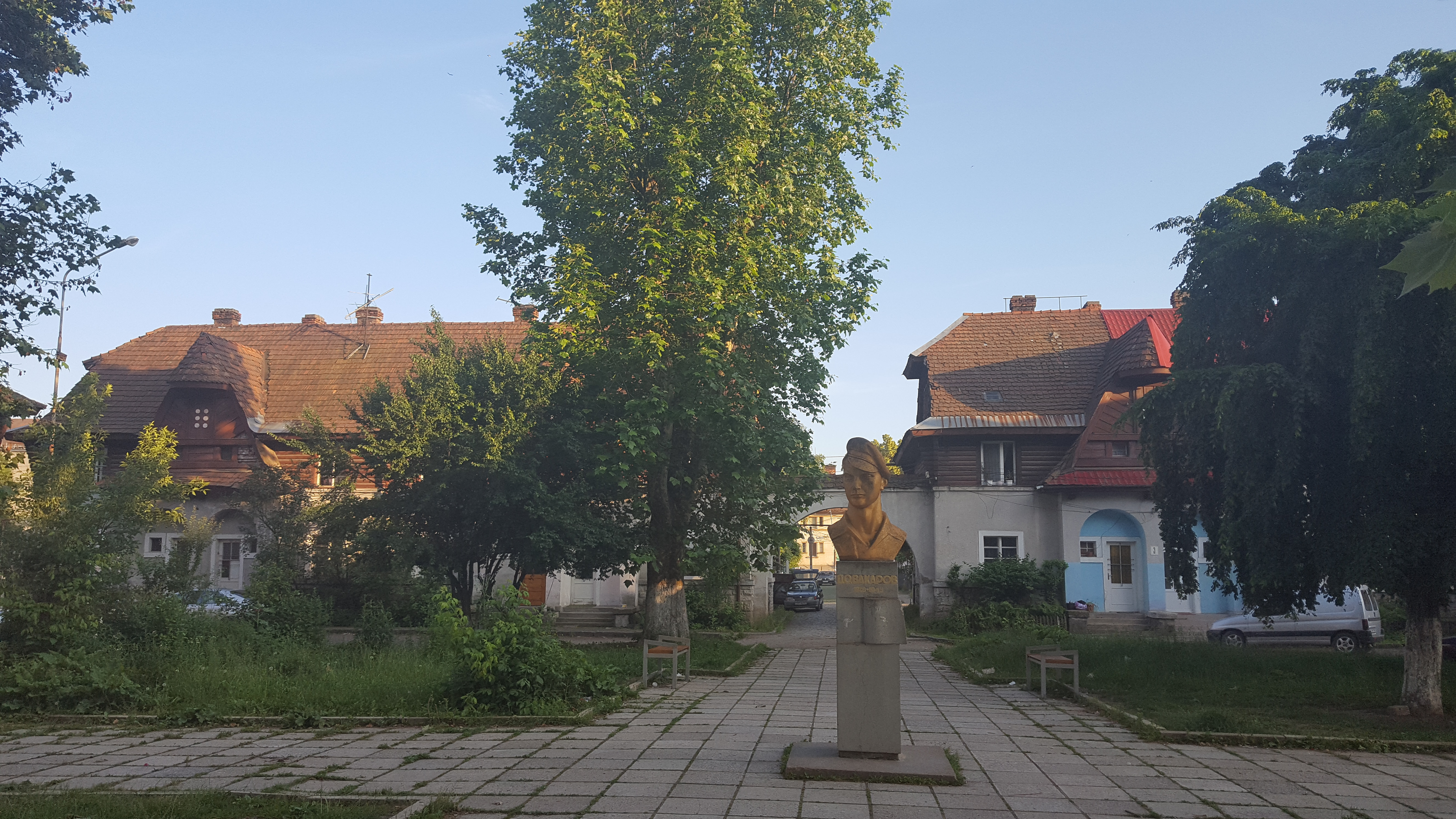
Domy v České kolonii

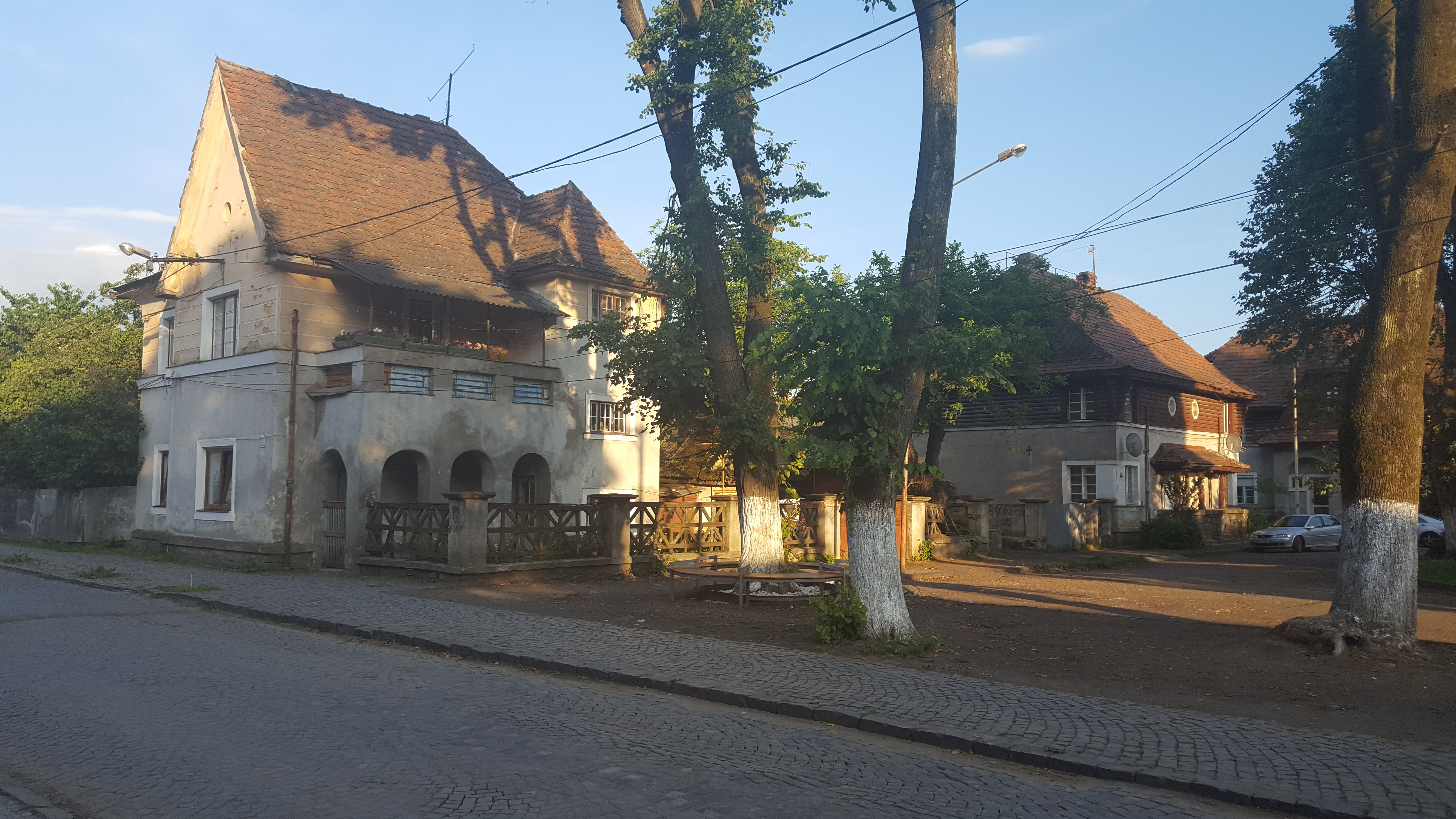
Rodinné domy v České kolonii

Česká kolonie (ukrajinsky Чеський квартал), dříve Masarykova kolonie (ukrajinsky колонія ім. Масарика) je bývalá kolonie nízkých obytných domů v ukrajinském městě Chust, zbudovaná pro potřeby československých úředníků ve 20. letech 20. století. Místní obyvatelstvo jej označovalo pod názvem Malá Praha.

## Historie
Ministerstvo veřejných prací Republiky československé (MVP RČS) nechalo v roce 1923 vypsat veřejnou soutěž, která měla vyřešit problematiku nedostatečného počtu bytů ve městě. V soutěži uspěl architekt Jindřich Freiwald a výstavbu realizovala stavební společnost Freiwald & Böhm. Vzhledem k neexistujícímu územnímu plánu pro město bylo nezbytné podrobně kolonii naprojektovat i přilehlým okolím. Čtvrť se nacházela v oblasti, která je na pomyslné přímce mezi místním nádražím a hlavním náměstím (dnes Náměstí nezávislosti). Stavební práce probíhaly v letech 1924 až 1925.
Kolonii tvořily různé stavby, ať už rodinné domy, dvojdomky či nájemní patrové domy. Vzhledem k chybějící infrastruktuře nebyla kolonie napojena na kanalizační síť. V blízkosti kolonie byl také vybudován národní, resp. Slovanský dům, který měl k dispozici první moderní kinosál, ubytovací kapacity[zdroj?] a restauraci.